# Арройо Писарро, Йоланда
Йола́нда Арро́йо Писа́рро (англ. Yolanda Arroyo Pizarro; род. 29 октября 1970, Гуайнабо, Пуэрто-Рико, США) — пуэрто-риканская писательница и поэтесса. Лауреат Национальной премии Института литературы Пуэрто-Рико за 2008 год и Института культуры Пуэрто-Рико за 2012 год.

## Биография

### Личная жизнь
Родилась 29 октября 1970 года в Гуайнабо на Пуэрто-Рико, воспитывалась бабушкой и дедушкой. Йоланда Аррой-Писсаро — открытая лесбиянка. В своих произведениях она часто пишет о проблемах ЛГБТ. Писательница принимала участие на международных конференциях и симпозиумах, посвящённых ЛГБТ-движению в Колумбии, Эквадоре, Мексике, Испании и Венесуэле. В 2014 году она и её партнёрша Зульма Оливерас-Вега присоединились к делу об однополых браках «Конде-Видал против Руис-Армендарис». Когда Апелляционный суд США по Первому округу постановил, что запрет на однополые браки на острове является неконституционным, Арройо-Писсаро и Оливерас-Вега стали первой однополой парой, вступившей в брак на Пуэрто-Рико.

### Творческая деятельность
Писать начала в раннем возрасте. Печаталась в школьных информационных бюллетенях и газетах. В 1989 году выиграла конкурс Центрального университета имени Баямона с рассказом «Бутылка Вимби». В 1990 году была поставлена её первая пьеса под названием «Куда уходит любовь?».
В 2004 году Арройо-Писсаро опубликовала свою первую книгу рассказов «Оригами из писем». В следующем году был опубликован её первый роман «Документы», в котором писательница описывала условия жизни мигрантов в Карибском регионе. Роман получил премию ПЕН-клуба за 2006 год. В 2007 году она опубликовала новую книгу рассказов «Лунные глаза», в которой описала проблемы вынужденных переселенцев и то, как религиозные предрассудки маргинализируют людей. Книга была выбрана изданием «Эль Нуова Дия», как один из лучших романов в 2007 году и попала в шорт-лист Национальной литературной премии Пуэрто-Рико. В том же году Арройо-Писсаро попала в список из тридцати девяти выдающихся латиноамериканских писателей в возрасте до 39 лет, в рамках Фестиваля «Хей», созванного ЮНЕСКО и Министерством культуры Колумбии в Боготе; писательница оказалась единственным литератором из Пуэрто-Рико в этом списке.
В 2011 году Латиноамериканский литературный салон Пуэрто-Рико объявил её новую книгу «Панцирь» — лучшим новым романом, и в том же году она была награждена стипендией Национального центра испаноязычных культур в Альбукерке. Латинская конвенция писателей признала её короткий рассказ «Подушки женщины в груди» лучшим на конвенции 2012 года.
Арройо-Писсаро работала ведущий передачи «Культура и искусство» на Бонита-Радио и главным редактором литературного журнала «Ревиста Бореалес». Она также сотрудничает с периодическими изданиями «Кларидад», «Ла Экспресьон», «Эль Нуова Дия» и «Эль Восеро». В течение нескольких лет она работала членом жюри премии Сор Хуаны Инес де ла Крус на Международной книжной ярмарке в Гвадалахаре. Книги писательницы были переведены на английский, итальянский, французский и венгерский языки и изданы во многих европейских и американских странах.

## Сочинения
- «Виолетта» (исп. Violeta, 2013) — роман;
- «Средний язык» (исп. Medialengua, 2010) — сборник стихов и рассказов;
- «Панцирь» (исп. Caparazones, 2010) — роман;
- «Ракушки» (исп. Cachaperismos, 2010) — сборник стихов и рассказов;
- «Истории кусающие губы»  (исп. Historias para morderte los labios, 2009) — сборник рассказов;
- «Лунные глаза»  (исп. Ojos de luna, 2007) — сборник рассказов;
- «Документы»  (исп. Los documentados, 2005) — сборник рассказов;
- «Оригами из писем»  (исп. Origami de letras, 2003) — сборник рассказов.